# Boiling Spring Lakes
Boiling Spring Lakes è un comune degli Stati Uniti d'America, situato in Carolina del Nord, nella contea di Brunswick.